# Eratoneura imbricariae
Eratoneura imbricariae är en insektsart som först beskrevs av Ross och Delong 1953.  Eratoneura imbricariae ingår i släktet Eratoneura och familjen dvärgstritar. Inga underarter finns listade i Catalogue of Life.